# Ryang Yong-gi

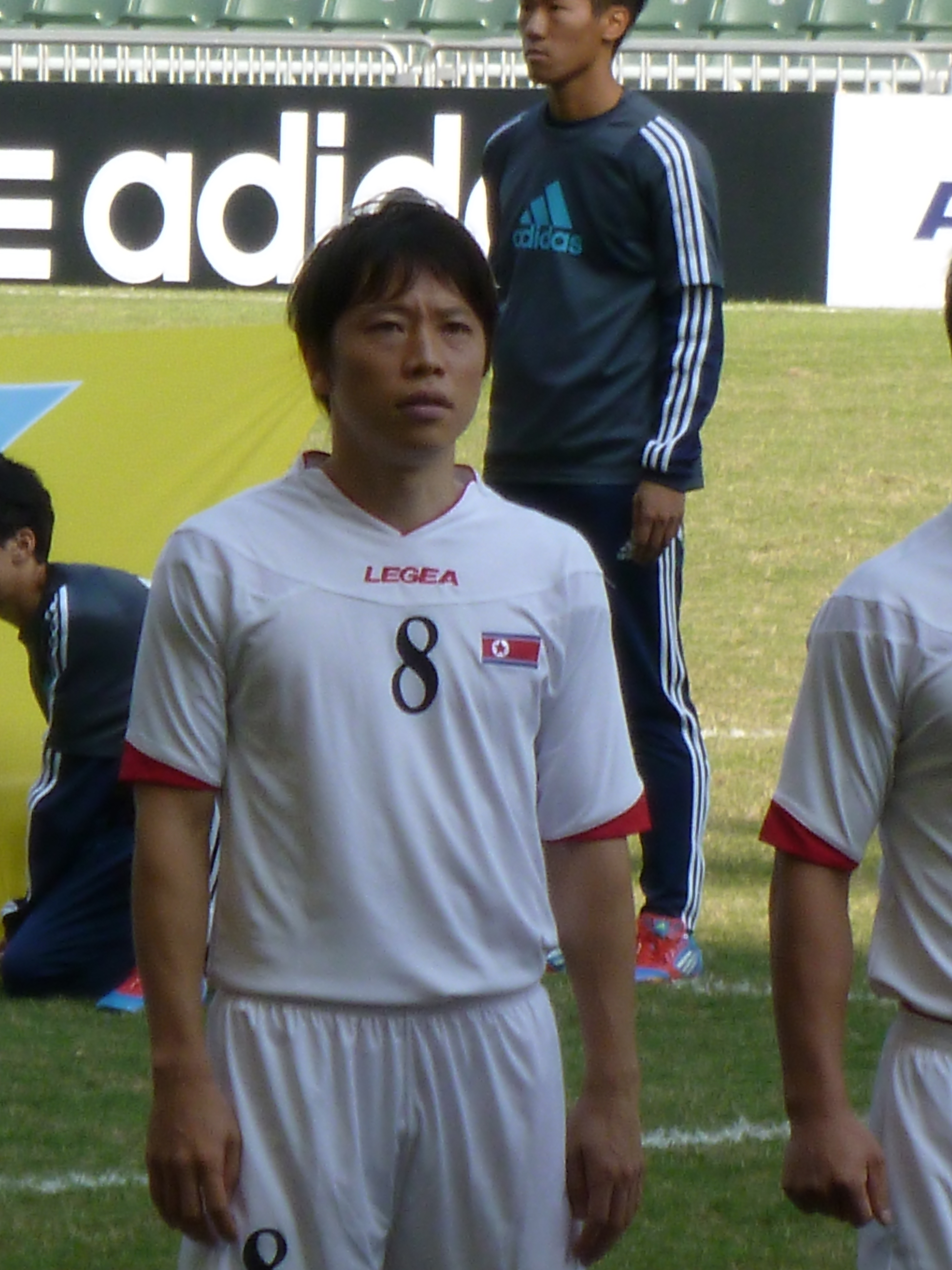
Ryang Yong-gi

Ryang Yong-gi (Osaka, 7 januari 1982) Is een Noord-Koreaans voetballer die als middenvelder speelt bij het Japanse Vegalta Sendai, dat uitkomt in de J-League, en het Noord-Koreaans voetbalelftal.
Yong-gi speelde sinds 2005 reeds 25 interlands voor Noord-Korea, waarin hij zeven doelpunten maakte. Met zijn land nam hij deel aan de Aziatische kampioenschappen voetbal in 2011 en 2015.
| seizoen                                | club                                   | land                                   | competitie                             | wed. | goals |
| -------------------------------------- | -------------------------------------- | -------------------------------------- | -------------------------------------- | ---- | ----- |
| 2004                                   | Vegalta Sendai                         | Japan                                  | J-League 2                             | 32   | 2     |
| 2005                                   | Vegalta Sendai                         | Japan                                  | J-League 2                             | 39   | 6     |
| 2006                                   | Vegalta Sendai                         | Japan                                  | J-League 2                             | 42   | 4     |
| 2007                                   | Vegalta Sendai                         | Japan                                  | J-League 2                             | 48   | 8     |
| 2008                                   | Vegalta Sendai                         | Japan                                  | J-League 2                             | 42   | 13    |
| 2009                                   | Vegalta Sendai                         | Japan                                  | J-League 2                             | 51   | 14    |
| 2010                                   | Vegalta Sendai                         | Japan                                  | J-League                               | 34   | 11    |
| 2011                                   | Vegalta Sendai                         | Japan                                  | J-League                               | 34   | 4     |
| 2012                                   | Vegalta Sendai                         | Japan                                  | J-League                               | 27   | 3     |
| 2013                                   | Vegalta Sendai                         | Japan                                  | J-League                               | 30   | 4     |
| 2014                                   | Vegalta Sendai                         | Japan                                  | J-League                               | 33   | 2     |
| 2015                                   | Vegalta Sendai                         | Japan                                  | J-League                               | 15   | 2     |
| Bijgewerkt tot en met het seizoen 2014 | Bijgewerkt tot en met het seizoen 2014 | Bijgewerkt tot en met het seizoen 2014 | Bijgewerkt tot en met het seizoen 2014 | 427  | 73    |

1 Rokutan ·
2 Kamata ·
3 Watanabe ·
4 Hachisuka ·
5 Ishikawa ·
6 Min-tae ·
7 Okuno ·
8 Nozawa ·
9 Wilson ·
10 Yong-gi ·
11 Kanazono ·
14 Kanakubo ·
16 Schmidt ·
17 Tomita ·
19 Sugiura ·
20 Ramon ·
21 Seki ·
22 Ishikawa ·
23 Futami ·
25 Sugai ·
26 Fujimura ·
27 Takei ·
28 Yamamoto ·
29 Uemoto ·
30 Nishimura ·
31 Motegi ·
33 Tatara ·
36 Murakami ·
Coach: Watanabe